# Peripristus
Peripristus is een geslacht van kevers uit de familie van de loopkevers (Carabidae). De wetenschappelijke naam van het geslacht is voor het eerst geldig gepubliceerd in 1869 door Chaudoir.

## Soorten
Het geslacht Peripristus is monotypisch en omvat slechts de volgende soort:
- Peripristus ater (Castelnau, 1835)